# Трикутник (геральдика)
Трикутник — геральдичний термін для позначення трьох ідентичних негеральдичних фігур, що розташовані в трикутник для створення естетично збалансованого щита або поля. Розташування відбувається навколо центру, а фігури, які можна вирівняти до центру, утворюють трискеліон. Наприклад, герб Сицилії або острова Мен. Використання чотирьох або більше ідентичних фігур, розташованих у формі чотирилисника, п'ятикутника (і інших).
Інший варіант трикутника — розмістити фігури на щиті так, щоб вони розташовувалися в кутах рівностороннього трикутника. Трикутник образно з'єднує центри кіл трилисника. У просторі щита два елементи розміщені в голові щита та один елемент у основі щита. Це розміщення позначена як два над одним або написом «2:1». Рідше зустрічається положення у перевернутому порядку 1:2. Незвично стверджувати перше, оскільки це правило, а повідомляється як виняток.

Приклади:

Трикутник в три листочки (Фінс Амт, Данія)
Трискеліон, розташовані навколо центру (Фюссен, Німеччина)
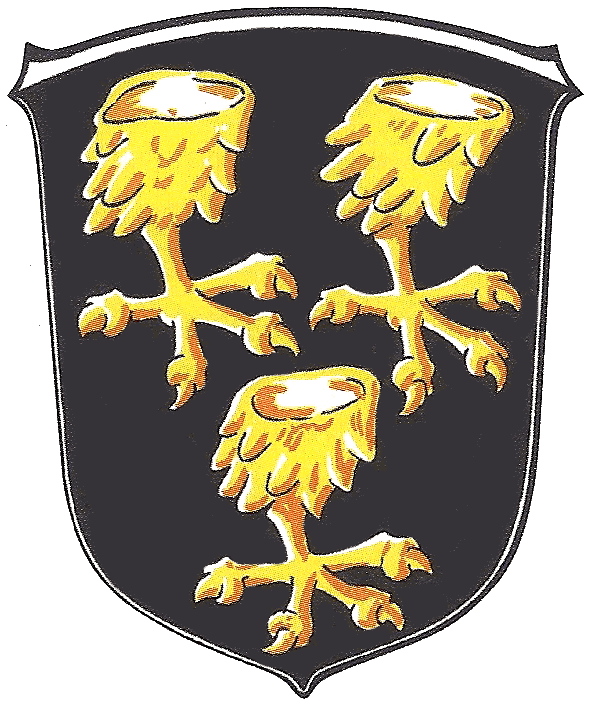
Пташині лапки в трикутник (Упгант-Шотт, Данія)
Мушлі в трикутник (дві на одну) (Кейрон, Франція)

Шведський герб із трьома коронами є прикладом розташування фігур корон 2:1.